# Uranbergwerk Azelik
Im Uranbergwerk Azelik im Norden Nigers wird seit 2010 Uran abgebaut.

## Geographie

### Geographische Lage
Das Uranbergwerk befindet sich in der Nähe der Ruinenstadt Azelik im Gemeindegebiet von Ingall. Die nächstgelegenen Großstädte sind das etwa 140 Kilometer Luftlinie entfernte Agadez und das etwa 150 Kilometer Luftlinie entfernte Arlit. Azelik liegt in den südwestlichen Ausläufern des Hochgebirges Aïr und ist infrastrukturell durch die Route d’Azelik erschlossen, die das Bergwerk mit der Oase Ingall verbindet.

### Geologie
Azelik ist eine sandsteingebundene Uranlagerstätte. Das Uranerz wird im Tage- und Tiefbau abgebaut und durch alkalisches Auslaugen aufgeschlossen. Die Uranlagerstätte Azelik soll bei einem Urangehalt von 0,2 % etwa 15.600 Tonnen Uran enthalten. Die Jahresförderung soll von anfänglich 700 Tonnen bis 2015 auf 2500 Tonnen und bis 2020 auf 5000 Tonnen gesteigert werden.

## Geschichte
Azelik ist die erste der nigrischen Uranlagerstätten. Sie wurde 1957 vom französischen Bureau de recherches géologiques et géophysiques bei der Suche nach Kupfer entdeckt. Weitere Erkundungen erfolgten durch das französische Kernenergie-Zentrum Commissariat à l’énergie atomique et aux énergies alternatives. Die Uranlagerstätte blieb seit ihrer Entdeckung über 50 Jahre lang ungenutzt. 2007 wurde die mehrheitlich in chinesischem Besitz stehende Bergbaugesellschaft Société des Mines d’Azelik (SOMINA) als Betreiberin des Uranbergbaus in Azelik gegründet. Der Probebetrieb im Uranbergwerk Azelik begann am 10. Dezember 2010. Das erste Yellowcake wurde am 30. Dezember 2010 produziert.